# Alexander Werth
Alexander Werth (San Pietroburgo, 4 febbraio 1901 – Parigi, 5 marzo 1969) è stato uno scrittore, giornalista corrispondente di guerra russo naturalizzato britannico.
All'inizio della Rivoluzione russa riparò nel Regno Unito insieme al padre e al nonno. Frequentò l'università di Glasgow dal 1919 al 1922, seguendo corsi di inglese, francese, storia, russo, filosofia e letteratura comparata. Il 7 luglio 1930 ottenne la cittadinanza britannica. Grazie alla sua ottima padronanza del russo e dell'inglese fu inviato come corrispondente di guerra per la BBC sul fronte orientale, in particolare nel corso della battaglia di Stalingrado e dell'assedio di Leningrado.
Nel periodo prebellico si occupò di storia francese per poi concentrarsi sulla Russia durante il secondo conflitto mondiale. Il suo libro più noto, La Russia in guerra: 1941-1945, fu pubblicato a Londra nel 1964 e offre un retroscena del conflitto dalla prospettiva sovietica. Altre sue opere includono: France 1940-1955: the de Gaulle Revolution; Moscow 41; The Last Days of Paris: a Journalist's Diary; Leningrad; The Year of Stalingrad e Musical Uproar in Moscow.
Dal 1946 al 1949 fu corrispondente a Mosca del Guardian. Fu, inoltre, uno dei primi stranieri ai quali fu permesso di visitare Stalingrado subito dopo la celebre battaglia. Per ciò che concerne il massacro di Katyn' ritenne corretta la versione sovietica, ossia che gli esecutori del misfatto fossero stati i tedeschi.
Suo figlio Nicolas Werth è uno storico francese (Directeur de recherche au CNRS) specializzato nella storia dell'URSS.

## Il campo di concentramento di Majdanek

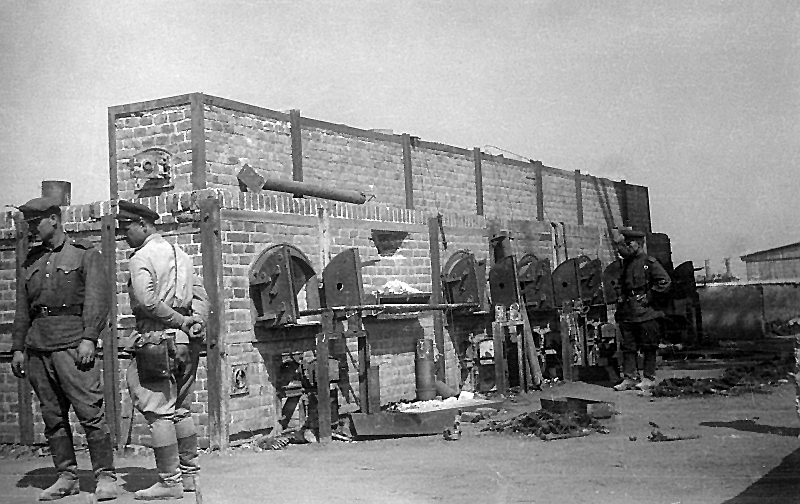
Soldati dell'Armata rossa esaminano i forni di Majdanek subito dopo la liberazione del campo

Werth fece parte del gruppo di giornalisti che visitarono il campo di concentramento e sterminio di Majdanek subito dopo la sua scoperta da parte delle armate sovietiche. Il suo resoconto delle atrocità commesse nel campo fu considerato incredibile dalla BBC che inizialmente ne rifiutò la pubblicazione, giudicandolo mera propaganda sovietica.